# Петар Релић
Петар Релић — Чеда (Крчедин, код Инђије, 26. јун 1913 — Београд, 8. јун 1990) био је учесник Народноослободилачке борбе, друштвено-политички радник СР Србије и САП Војводине и народни херој Југославије.

## Биографија
Рођен је 26. јуна 1913. године у Крчедину, код Инђије, у земљорадничкој породици. Школовао се у Сремским Карловцима, где је завршио гимназију. Дипломирао је на Правном факултету у Београду.
Активно је учествовао у револуционарном студентском покрету. Деловао је у оквиру Војвођанске академске трпезе (Војвођанска менза), удружењу студената из Војводине, где су од 1936. године кључне позиције заузели чланови КП Југославије и СКОЈ-а. Релић је био биран у управу овог удружења, а био је и члан Економског одбора студената Београдског универзитета. Уочи рата, учествовао је у низу акција, које је организовала КПЈ, попут манифестација, протестних резолуција и осталог. Због тога је био хапшен и саслушаван пред полицијом.
Уочи фашистичке агресије на Југославију априла 1941. године, вратио се у родно место и по партијском задатку обављао припреме за оружани устанак. Истакао се у говору против окупатора на сахрани једног пилота Југословенске краљевске војске, чији је авион непријатељ оборио код Крчедина. Сахрана се на тај начин претворила у масован протест против фашизма. Његов рад је убрзо био запажен, тако да се убрзо нашао у усташком затвору у Сремским Карловцима. Успео је да побегне из затвора и повукао се у илегалност.
Био је организатор оружаног устанка у источном Срему августа 1941. године. Учествовао је у првим оружаним акцијама као командант Подунавског партизанског одреда. На среској партијској конференцији, маја 1942, био је изабран за секретара Среског комитета КПЈ за Стару Пазову, а маја 1943. постао је секретар за Окружног комитета КПЈ за Срем. По оснивању два окружна комитета КПЈ у Срему (источни и западни), постао је секретар ОК КПЈ за источни Срем. Убрзо је постао и члан Покрајинског комитета КПЈ за Војводину.
Усташе су 1942. године поубијале и похапсиле велик број чланова Месног комитета КПЈ у Старој Пазови. Релић је, као секретар Среског комитета, дошао у место да обнови и учврсти рад МК КПЈ. Једног је дана, у непосредној близини центра града, наишао на усташку патролу. Када су га затражили исправе, он је извадио револвер из џепа и, смртно ранивши неколико усташа, умакао потери.
Крајем пролећа 1944. године, добио је задатак да уз помоћ окружних партијских организација у Војводини оснује Одељење за заштиту народа (ОЗН). Након тога је био постављен за њеног начелника.
После рата, обављао је низ друштвено-политичких функција. Био је повереник за унутрашње послове АП Војводине, члан Секретаријата ПК КПЈ за Војводину, организациони секретар ПК КПЈ за Војводину, председник Покрајинског одбора ССРН Србије за Војводину, потпредседник Главног одбора ССРН Србије, члан Организационо-политичког секретаријата Централног комитета СК Србије, министар за саобраћај, шумарство и индустрију Владе НР Србије, председник Врховног суда АП Војводине, потпредседник Извршног већа Скупштине АП Војводине, председник Покрајинског одбора СУБНОР Војводине. До 1973. године био је председник Уставног суда Србије и члан Савета федерације.
Биран је за посланика Народне скупштине ФНРЈ Првог и Другог сазива, двапут за посланика Народне скупштине НР Србије и стално у Народну скупштину Војводине.
Умро је 8. јуна 1990. у Београду и сахрањен је у Алеји народних хероја на Новом гробљу у Београду.
Носилац је Партизанске споменице 1941. и других југословенских одликовања, међу којима су — Орден народног ослобођења, Орден заслуга за народ са златном звездом, Орден братства и јединства са златним венцем, Орден партизанске звезде са сребрним венцем и Орден за храброст. Орденом народног хероја одликован је 27. новембра 1953. године.